# هلال القدس
نادي هلال القدس، هو نادي رياضي - ثقافي - اجتماعي - كشفي - فني - شبابي فلسطيني، وهو نادي يمتلك الكثير من النشاطات الرياضية، إحداها كرة القدم، يُعد من أعرق النوادي في فلسطين. تأسس في عام 1972م داخل سور البلدة القديمة في مدينة القدس المحتلة. شعار النادي «تنمية وتدريب وتأهيل الشاب المقدسي محور قضيتنا»، يقع نادي الهلال المقدسي في قلب مدينة القدس على بعد أمتار من أسوار المدينة وبالقرب من المتحف الفلسطيني؛ في مكان يشرف على البلدة القديمة باتجاه الشمال؛ ولهذا الموقع أهميته الخاصة حيث أنه مكان وسط بالنسبة للمدينة؛ وتحيط به أهم المدارس والمعاهد والكليات في المدينة المقدسة وهو بعيد عن ضجيج المدينة حيث أن منطقته تأخذ طابعاً سكنياً، لكنه قريب في موقعه، حيث يصل إليه جميع عشاقه وأعضائه مشياً على الأقدام، لذا أطلق عليه نقاد الرياضة المحليين اسم «القلعة» لوقوعه في قلب المدينة المقدسة، وممارسته لمختلف النشاطات الرياضية والكشفية والاجتماعية والثقافية والفنية.

## تاريخ النادي[7]
أواخر عام 1975م جرت انتخابات هيئة إدارية، وفاز بها رئيساً أيوب حجازي، وعبد العزيز روبين أمينا للسر، وعدلي البشيتي أمينا للصندوق، وسليم الخلفاوي مشرفاً رياضياً، وعضوية محمد روبين وبسام حجازي وماجد القيسي.
الأهداف الأساسية لمجلس الإدارة الجديد كانت تشكيل فريق لكرة القدم من أبناء المدينة يستطيع منافسة الفرق الأخرى، خاصة فرق القمة في ذلك الوقت، والعمل على تطوير المجال الاجتماعي في مدينة القدس، والتحضير لبناء فرقة كشفية تخدم أبناء البلدة، والاهتمام بالألعاب الفردية والجماعية الأخرى، لكن كان أبرز تلك النشاطات الاهتمام في قطاع كرة القدم لكافة الفئات العمرية.
وفي العام 1974/1975م كان هناك فريقاً للأشبال، حيث كان يشرف على تدريبهم اللاعب معن القطب، ومن بين هؤلاء اللاعبين كان هناك عماد الزعتري وعيسي شعبان ومازن غيث وفؤاد جابر وسعيد الشرباتي وحيان الجعبة ومعرف روبين وبسام الأطرش وعبد العلمي وعبد الحكيم وجمال العكاوي وجمال العدوين ومحمد الزعانين واسامه صلاح وسمير عبد الكريم، فيما كان يدرب فريق الناشئين مهدي حجازي.
في نهاية عام 1975م تم قبول نادي الهلال في رابطة الأندية الفلسطينية كعضو فاعل، وساهم في الحفاظ على سلامة وتواصل النشاطات الكروية وجود ملعب المطران، وكانت جهود تأسيس النادي تطوعية وأخوية من أبناء البلدة، حتى أنهم كانوا يقومون بتخطيط الملعب والدعم الشخصي لإنجاح مسيرة النادي.
ومن نتائج الفريق المميزة الحصول على المرتبة الثانية في سداسيات الربيع الذي كان ينظمها نادي سلوان، ووصيف كأس فلسطين، ووصيف بطولة الدوري التصنيفي الذي نظمته رابطة الأندية الرياضية إضافة إلى العديد من اللقاءات الودية، وكان يزحف خلف الفريق جماهير كبيرة تتواجد مع الفريق في كافة ملاعب الضفة الغربية.
وكان العام 1978م بداية الانطلاقة الحقيقية لنادي الهلال على كافة المستويات وهنا تعددت الأنشطة الرياضية الفردية والجماعية والثقافية والاجتماعية.

### أبرز اللاعبين
في عام 1976م معن القطب وموسى الدباغ وخضر المصري وعايش الكركي وعمر حمد وفتحي حجازي وبسام حجازي وجمال الخلفاوي ويوسف صلاح وفوزي أبو خالد وعطيه شبانه ويوسف أبو اسنينه ومحمد روبين وسامي سماره وكارلوس خيو وزياد العكاري وغيرهم، وكان يشرف على الفريق كمدرب ومؤازر ماجد أبو خالد رغم أنه كان يلعب في نادي سلوان، ثم شباب الخليل، وعز الهيموني كلاعب مؤازر، وهو الآخر كان يلعب مع فريق شباب الخليل، ومحمد روبين.
ومن أبرز اللاعبين الذين انضموا إلى الفريق الأساسي في مسيرة النادي في العام 1978م ماجد أبو خالد وموسى الطوباسي وإبراهيم نجم وكاظم اللداوية ودرويش الوعري ومحمد طالب ومروان مسودي ومحمود محي الدين وناجي أحمد وتيسير أحمد ومحمد طالب.

### نقطة تحول
نقطة التحول الإيجابية صوب النتائج في تاريخ نادي الهلال كانت في العام 1977م بعد الفوز على الفريق العريق نادي سلوان المقدسي الذي كان يضم نجوماً على مستوى الوطن، وتم التفوق عليه بهدف نظيف سجله الشيخ يوسف أبو سنينة، في اللقاء الذي أقيم على ملعب المطران، وكان حينها الذي يشرف على الفريق محمد روبين، وبعد هذا الفوز التفت العديد من الجماهير المقدسية حول نادي الهلال، وتقدم الرياضي عبد الله الخطيب بفكرة تدريب الفريق الكروي.
وفي عام 1977م تم ترتيب عضوية النادي، وتشكيل هيئة إدارية جديدة، برئاسة أيوب حجازي وعضوية طلب جابر وعلي الزعانين وفتحي الشامي وماجد أبو خالد ومحمد غازي بيبرس وزهير السلايمه. وبدأت فكرة استقطاب لاعبي كرة قدم على مستوى مميز من أجل المنافسة في كافة النشاطات الودية والرسمية.

### الجهاز الإداري لعام 1998م
نبيل أبو عمر رئيساً، بدر مكي سكرتيراً النادي. مفيد جبر أميناً للصندوق. معن القطب: مشرفاً رياضياً. محمد روبين مشرفاً للكشافة. ماهر أبو سنينة مشرفاً فنياً. نبيه البسطي مشرفاً اجتماعياً. حسن خلف مشرفاً ثقافياً.

## أهداف النادي

### الأهداف الرئيسية للنادي
1. تنشيط الرياضة في مدينة القدس بكافة أشكالها.
2. تأهيل فرق رياضية تمثل النادي في الداخل والخارج.
3. مساعدة الشباب والفتيات في تنمية مواهبهم بكافة أشكالها.
4. نشر الثقافة والوعي الوطني الفلسطيني.
5. تأهيل وتمكين الإنسان المقدسي للصمود في القدس.
6. توجيه الشاب المقدسي نحو الانتماء للقدس الفلسطينية والارتباط بها.
7. غرس روح العمل التطوعي.
8. نشر الوعي الرياضي والثقافي.
9. تاهيل وتدريب الكوادر الرياضية والكشفية والفنية.
10. مساعدة المجتمع المحلي بكافة مكوناته من عائلات ومؤسسات وأفراد في مختلف المجالات الإنسانية.
11. تشكيل فرق رياضية قادرة على تمثيل القدس وفلسطين داخلياً وخارجياً.
12. التقارب والتعاون مع الأندية المقدسية والفلسطسينية، وعمل التوأمة، وتوحيد الأهداف.

### الأهداف المستقبلية
1- زيادة عدد أنواع الرياضة العامة المسجلة في النادي.
2- تطوير الأنشطة الحالية للوصول إلى الحالة المثلى.

## أنشطة النادي
تحتوي أنشطة النادي كعناوين رئيسية على: 1- الألعاب الرياضية. 2- الكشافة. 3- الأنشطة الاجتماعية. 4- الأنشطة الفنية. 5- الأنشطة الثقافية. 6- أنشطة الشباب والناشئة.

### 1- الألعاب الرياضية
وتشمل جميع الألعاب، وأهمها:
كرة القدم: للنادي فريق يمكن اعتباره من الدرجة الأولى والأقوى مع مدربه محمد نزال.
البنج بونج: لديه فريق جيد لأن فؤاد المغربي الحائز على بطولة الضفة الغربية، هو عضو في فريق النادي.
الملاكمة: فريق النادي يسيطر على البطولة لمدة ثلاث سنوات متتالية من خلال مدربه: خالد زاهدة.
الكاراتيه: فاز فريق النادي ببطولة الضفة الغربية مرة واحدة تحت إشراف المدرب شحدة أبو إرميلة.
السباحة: للنادي فريق جيد خرج منه عدة أبطال تحت إشراف المدرب إبراهيم الطويل.

### 2- الكشافة
يعتبر فريق كشافة نادي هلال القدس من أقوى المجموعات على مستوى فلسطين، إن لم تكن الأفضل، فهي تحتوي على جميع المستويات، حتى المجموعة المتقدمة للرجال وللنساء. ولديها مجموعة موسيقية معروفة بشكل جيد مع طبقاتها المؤهلة بأفضل الألحان والأصوات.

### 3- الأنشطة الاجتماعية
يتم إقامة الكثير من الحفلات لأفراد الأسر والفقراء والمرضى. يتم فيها تقديم الهدايا وبعض المساعدات المفيدة.

### 4- الأنشطة الفنية
يوجد في النادي فرق للموسيقى وللرقص الشعبي المسمى (الدبكة)، ويتم من خلالها إحياء الفعاليات والأنشطة المختلفة في معظم المناسبات الرسمية الدينية والوطنية.

### 5- الأنشطة الثقافية
وهي عبارة عن لقاءات ومحاضرات وبطولات ثقافية، كما توجد في النادي مكتبة صغيرة يمكن أن يستفيد منها الأعضاء.

### 6- الأنشطة الشبابية
وهي تتم في العادة في جميع أنحاء الدولة الفلسطينية من قبل معسكرات الشباب، وكذلك محاضرات توعوية حول قائمة طويلة من المساعدات الطبية.

## الإنجازات
- الدوري الفلسطيني لكرة القدم: 4 مرات

2011، 2016، 2017، 2018
- كأس فلسطين لكرة القدم: 1 مرة واحده

2017
- (كأس الضفة الغربية): 3 مرات

2010، 2013، 2017
- درع الاتحاد الفلسطيني: 2 مرتين

2014، 2018
- كأس السوبر الفلسطيني: 4 مرات

2011، 2014، 2017، 2018

## العقبات
- الدعم المحلي للنادي: حيث يقوم النادي بأنشطة تعزز حضور المجتمع المحلي.
- عقبات بسبب السلطات الإسرائيلية: فأندية القدس بشكل عام، ونادي هلال القدس بشكل خاص كونه يقع داخل أسوار البلدة القديمة في مدينة القدس المحتلة وفي القلب منها؛ تمر بأوقات عصيبة بسبب ردود فعل السلطات الإسرائيلية على أنشطة الأندية الفلسطينية الموجودة داخل القدس المحتلة، حيث تعتبرها عاصمة لها، وبالتالي تُضيق عليها أفق العمل والأنشطة المختلفة.

## وصلات خارجية
- الموقع الرسمي لنادي هلال القدس
- نادي هلال القدس
- موقع الاتحاد الفلسطيني لكرة القدم